# 本円寺 (伊豆の国市)
本円寺（ほんえんじ）は、静岡県伊豆の国市に所在する日蓮正宗の寺院。山号は正法山（しょうほうさん）。

## 起源と歴史
- 1927年（昭和2年）- 日蓮法華会の僧侶である佐野日昌により建立される。
- 1934年（昭和9年）- 法華宗本門流の大仁教会所となる。
- 1943年（昭和18年）- 法華宗大仁教会となる。
- 1946年（昭和21年）- 大仁山本門寺と公称する。
- 1952年（昭和27年）- 法華宗から離脱して単立寺院となる。
- 1971年（昭和46年）6月8日 - 日蓮正宗に帰一し、第66世法主日達の大導師のもと帰一入仏式が行われる。
- 1979年（昭和54年）8月19日 - 現在地に移転

## 所在地
- 静岡県伊豆の国市長岡708-3

## 寺院周辺
- 伊豆長岡温泉

## 交通アクセス
- 伊豆箱根鉄道伊豆長岡駅から車で5分